# Judith Vélez
Judith Vélez (Lima, 12 de febrero de 1966) es una directora, productora y guionista de cine peruana. Ha ganado premios internacionales con distintos largometrajes y programas de televisión. Con La Prueba (2006), su ópera prima, estuvo nominada a mejor película en más de 25 festivales internacionales. Su documental Volver a ver (2018) representó al Perú como precandidata en los Premios Goya y tuvo su estreno internacional en el MOMA Doc Fortnight (2019). El documental fue adquirido por la cadena de televisión Al Jazeera para su serie Witness. Desde el 2011 trabaja en la Universidad Peruana de Ciencias Aplicadas - UPC.

## Biografía
Judith Vélez se formó en la Universidad de Lima, donde se especializó en Cine, Radio y Televisión, siendo aún estudiante comenzó a trabajar de manera sistemática en más de 14 largometrajes, primero como script superviser y luego como asistente de dirección, colaborando con directores como Francisco Lombardi y Alberto Durand. En 1989, viajó a París para estudiar en el Ateliers Varan. A su regreso, dirigió su primer documental Jugando Sobrevivir para TV Cultura.[cita requerida]
En 1992, tras la derogación de la Ley de Cinematografía, se estableció en Los Ángeles, donde se desarrolló en el campo de la publicidad, colaborando en spots publicitarios junto a Milagros Films y Marie Lassen, y trabajando con cineastas como Rodrigo García y Emmanuel Lubezki.
En 2002 fundó su propia productora, Nómade Films, y colaboró con cadenas internacionales como Arte Alemania, Arte Francia, Discovery Channel y National Geographic, participando en series como Banged Up Abroad, Zero Hours, The Amazing Race, Guns Germs and Steel.
A partir de 2007, comenzó a realizar trabajos de encargo como investigadora, guionista y directora de documentales de temática histórico-social. En ese año, dirigió el documental Seis con Ocho, centrado en la situación de las mujeres extranjeras encarceladas en el penal de Santa Mónica por tráfico de drogas. En 2009 estrenó ¡Libérenlos Ya!, un documental sobre la expansión de las FARC en América Latina, y en 2010 dirigió 1509 Operación Victoria, que aborda la captura del líder del grupo terrorista Sendero Luminoso, Abimael Guzmán. En 2013 participó en el proyecto Malvinas 30 miradas con el cortometraje El Retorno de las Naves, sobre el envío secreto de aviones Mirage desde Perú a Argentina durante la Guerra de las Malvinas.

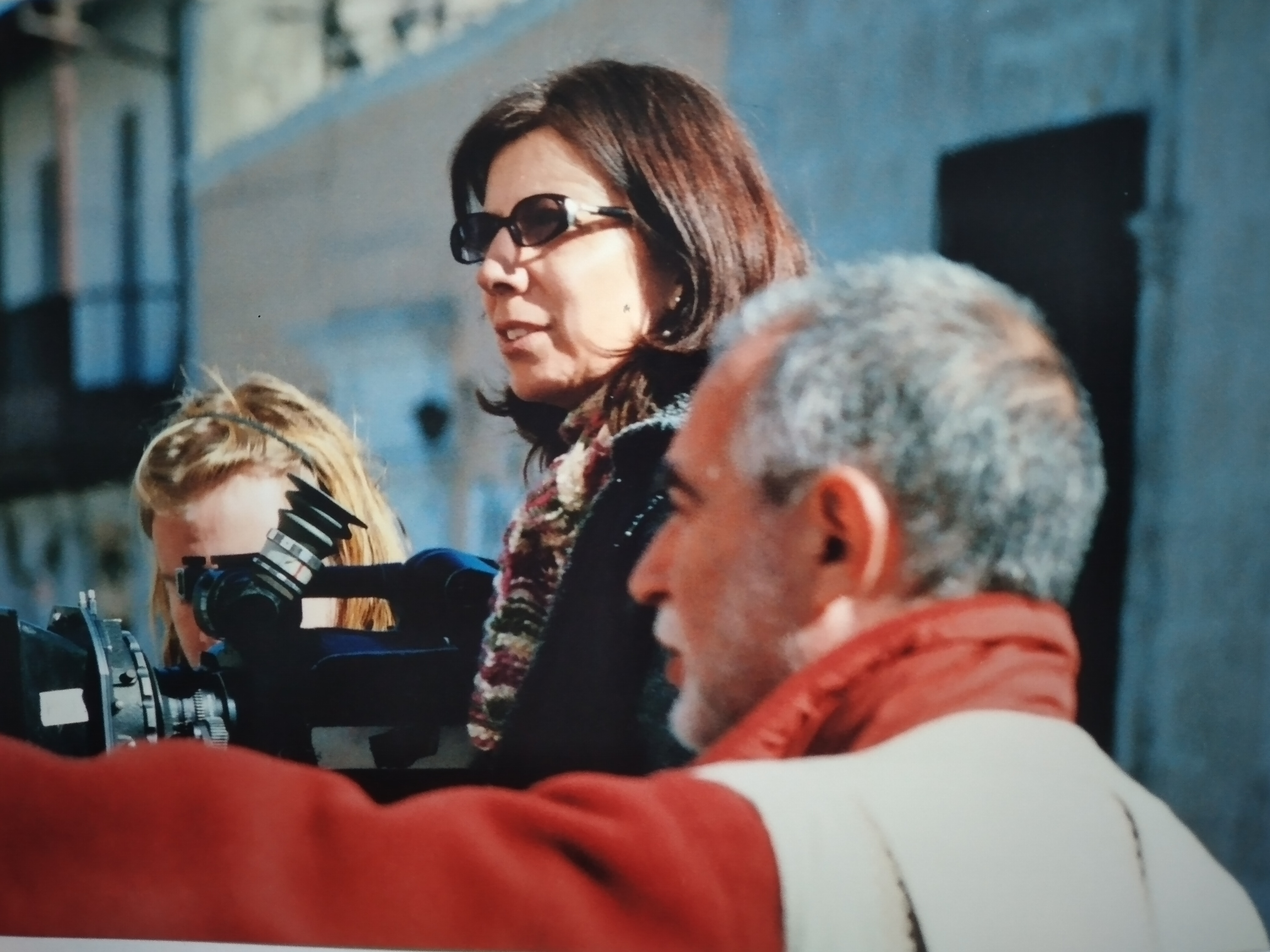
Judith Vélez Aguirre

En el 2006 finalizó su primer largometraje, La Prueba, que tuvo su estreno mundial en el Festival de Montreal y recibió premios en varios festivales internacionales.  Su documental Volver a ver en 2018 una mención honrosa como Mejor Película Peruana en el Festival de Cine de Lima y en la Cuarta Semana de Cine. En el 2019, Volver a ver,  tuvo su estreno mundial en el Festival de Cine y Medios Internacionales de No Ficción del MoMA y fue la película que representó al Perú en los Premios Goya. Ambos largometrajes fueron beneficiarios de los Estímulos Económicos del Ministerio de Cultura (DAFO).[cita requerida]